# Colonia (музыкальная группа)
Colonia — популярная хорватская музыкальная группа. Исполняют мелодичный европейский танцевальный поп, совмещая его с современным звучанием и национальными мотивами. Группа основана в городе Винковцы в 1996 году. Названия «Colonia» связано с колониальным прошлым Винковцев, история которых началась во времена Римской империи.

## История группы
«Colonia» – это Борис Джурджевич (Boris Đurđević) (продюсер и автор музыки), Томислав Йелич Камени (Tomislav Jelic Kameny) (DJ и менеджер группы) и Индира (Ира) Владич-Муйкич (Indira (Ira) Vladic-Mujkic) (основной вокал). В 90-е годы Борис и Томислав работали диджеями на радио. В процессе записи джинглов им понадобился женский вокал, исполнить который взялась Индира. Совместная работа так увлекла музыкантов, что они решили записать несколько песен и отправить их на хорватские радиостанции.
Их первыми релизами стали «Nek' vatre gore sve» и «Sve oko mene je grijeh». Трогательная песня «Sve oko mene je grijeh» быстро стала национальным хитом в Хорватии. После этого они подписали контракт с рекорд-компанией «CBS» и приступили к записи дебютного альбома. Диск «Vatra i led» вышел в 1997 году и был распродан тиражом 40000 копий.
На следующий год молодая группа приняла участие в конкурсе за право участия в Евровидении.Их песня «U ritmu ljubavi» заняла 4 место в национальном отборе. Потом последовал приз фестиваля «Melodije hrvatskog Jadrana» и второй альбом «Ritam ljubavi».
Colonia быстро становится популярна не только в Хорватии, но и в других странах. Их новый альбом с говорящим названией «Jaca nego ikad» («Сильнее, чем прежде») выходит в 2000 году на самом крупном хорватском лейбле «Croatia Records». Хит «Deja vu» с этого альбома стал известен за пределами Европы и стал хитом №1 в азиатских чартах. Столь же популярной стала японская кавер-версия этой песни под названием «Jōnetsu» в исполнении «Kinki Kids»
Вскоре музыку Колонии узнали и в Европе, и Америке. Альбом «Milijun milja od nigdje» распродаётся тиражом 300000 копий – это не только их рекорд, это - рекорд хорватской музыки. Песня «Za tvoje snene oci» стала победителем Хорватского радио фестиваля, и самой популярной песней года. А её перевод на английский язык «A little bit of Uh la la» стал хитом в 36 странах. В работе над синглом приняли участие известная поэтесса Mary Applegate (работавшая с такими исполнителями как Celine Dion, «Modern Talking», «Bad Boys Blue», «La Bouche»), аранжировщик Ralf Kappmeier из группы «Sash!» и DJ Paolo Ortelli (работавший с Gigi D'Agostino).
Ещё одним ярким хитом стала песня «C'est la vie» и последовавший за ней альбом «Dolazi oluja» . Параллельно во многих странах, где Колония стала особенно популярна, были выпущены компиляции с лучшими песнями. В России официального сборника хитов не выходило, но большим тиражом был выпущена неофициальная компиляция «C'est la vie» с 20 лучшими песнями с 1996 по 2003 год.
Альбомы «Najbolje od svega» (2005), «Do Kraja» (2006), «Pod Sretnom Zvijezdom» (2008) и новые синглы на английском языке «So Sexy» (2007) и «Devotion» (2007) экспортируются уже по всему миру, включая страны Северной и Латинской Америки, Азии, Европы и Россию.
Заглавные песни с альбомов 2006 - 2008 годов («Do Kraja», «Pod Sretnom Zvijezdom», «Avantura zove me» ) стали официальными темами хорватской версии телешоу «Большой Брат» (3,4,5 сезон). Песня «Mirno More» в 2008 году стала победителем CMC (Croatian Music Channel) Festival.
К своему 15-летию группа «Colonia» подошла с 10 номерными альбомами и более 30 синглами. Ежегодно группа даёт более 100 концертов. Секретом своего успеха и творческого долголетия участники группы называют то, что каждый занимается любимым делом. Томислав занимается организационными вопросами, Борис пишет песни, а Индира, или Ира, как её называют друзья и поклонники, поёт.

## Борис Джурджевич
Автор песен Колонии родился 15 марта 1973 года. Свою первую песню написал, когда учился в школе. В начале 90х годов записал для своего проекта несколько песен в стиле евродиско, но эти записи не были изданы из-за того, что мода на диско-музыку прошла. Кроме Колонии Борис в разные годы продюсировал хорватских исполнителей Žanamari, Slavonia Band, Franka Batelić. На Евровидении 2011 в Дюссельдорфе с песней Бориса "Celebrate" Хорватию представляла певица Дарья Кинцер. На сингле песня "Celebrate" представлена на 6 языках, в том числе на русском ("Лунный свет").  В 2012 году Борис написал несколько песен для российского проекта ORVI. Под псевдонимом Eric Destler он выпустил 2 сольных сингла (вокал - Franka) и множество ремиксов.

## Дискография

### Номерные альбомы
- 1997: Vatra i Led (Огонь и лёд)
- 1999: Ritam ljubavi (Ритм любви)
- 2000: Jača nego ikad (Сильнее, чем прежде)
- 2001: Milijun milja od nigdje (Миллион миль от ниоткуда)
- 2002: Izgubljeni svijet (Затерянный мир)
- 2003: Dolazi oluja (Наступает буря )
- 2005: Najbolje od svega (Лучший из всех)
- 2006: Do kraja (До предела)
- 2008: Pod sretnom zvijezdom (Под счастливой звездой)
- 2010: X (Десять)
- 2013: Tvrđava (Крепость)
- 2015: Feniks (Феникс)
- 2018: Nova era (Новая эра)

### Сборники и ремиксы
- 2002: The Best of, Volume 1
- 2003: Dolazi oluja (Special Edition)
- 2005: Gold Edition
- 2007: Do kraja (Limited Edition)
- 2008: Pod sretnom zvijezdom (Limited Edition)
- 2009: Special Dance edition
- 2010: Retroactive Early Years